# أنتوني ترولوب
أنتوني ترولوب (بالإنجليزية: Anthony Trollope) (24 أبريل 1815، لندن في المملكة المتحدة - 6 ديسمبر 1882، لندن في المملكة المتحدة)؛ كاتب وروائي بريطاني.

## روابط خارجية
- أنتوني ترولوب على موقع الموسوعة البريطانية (الإنجليزية)
- أنتوني ترولوب على موقع ميوزك برينز (الإنجليزية)
- أنتوني ترولوب على موقع قاعدة بيانات برودواي على الإنترنت (الإنجليزية)
- أنتوني ترولوب على موقع إن إن دي بي (الإنجليزية)